# Charles Jenkins
Charles Lamont Jenkins (* 7. ledna 1934 New York) je bývalý americký atlet, běžec, sprinter, dvojnásobný olympijský vítěz.
V roce 1955 se stal mistrem USA v běhu na 440 yardů, o rok později se v národní olympijské kvalifikaci umístil v běhu na 400 metrů třetí. Na olympiádě v Melbourne v žádném z jednotlivých postupových běhů na 400 metrů nezvítězil, ale finále nečekaně vyhrál. O několik dnů později byl rovněž členem vítězné štafety USA na 4×400 metrů.